# 1802
Il 1802 (MDCCCII in numeri romani) è un anno  del XIX secolo.

## Eventi
- 26 gennaio – Napoleone costituisce la Repubblica italiana, con capitale Milano.
- 16 marzo – West Point: Fondazione della United States Military Academy.
- 25 marzo – Francia/Gran Bretagna: Con il trattato di Amiens finisce la guerra tra Francia, Spagna e Repubblica Batava da una parte e la Gran Bretagna (Questa si impegna a rinunciare a Malta).
- 10 maggio – Inizio della prima guerra barbaresca: Fu la prima guerra combattuta dagli Stati Uniti d'America al di fuori dal territorio americano.
- 12 maggio – Terremoto di Soncino: Un forte terremoto colpisce il cremasco e il bresciano. L'epicentro è nella media valle dell'Oglio, nei pressi di Soncino, e l'intensità è di VIII – IX della scala Mercalli. Il sisma fu avvertito distintamente in tutto il nord Italia e provoco numerosi crolli e lesioni.
- 19 maggio – Francia: Napoleone crea la Legion d'Onore.
- 2 agosto – Francia: Con un plebiscito Napoleone viene confermato console a vita.
- 11 settembre – Piemonte: La regione diventa parte della Francia napoleonica. Carlo Emanuele IV di Savoia resta in possesso della sola Sardegna, decide così di abdicare e lascia il trono al fratello Vittorio Emanuele I.
- Ottobre – Svizzera: Le truppe francesi entrano in Svizzera.
- 24 ottobre – Morte a Venezia di Ludovico Manin, l'ultimo doge.

## Nati
Ci sono circa 350 voci su persone nate nel 1802; vedi la pagina Nati nel 1802 per un elenco descrittivo o la categoria Nati nel 1802 per un indice alfabetico.

## Morti

### Gennaio
- 2 gennaio - Baldassarre Lombardi, letterato, critico letterario e religioso italiano (n. 1718)
- 11 gennaio - Eugène de Courten, generale svizzero (n. 1715)
- 16 gennaio - Giacomo Melzi, collezionista d'arte italiano (n. 1721)
- 17 gennaio - Antonio Bonazzi, violinista, direttore d'orchestra e compositore italiano (n. 1754)
- 18 gennaio - Antoine Darquier de Pellepoix, astronomo francese (n. 1718)
- 24 gennaio - Josep Duran, compositore spagnolo

### Febbraio
- 3 febbraio - Francesco Maria Ciaraffoni, architetto e pittore italiano (n. 1720)
- 3 febbraio - Pedro Rodríguez de Campomanes, economista, storico e politico spagnolo (n. 1723)
- 6 febbraio - Francesco Maria Emanuele Gaetani, storico italiano (n. 1720)
- 7 febbraio - Jacques Léopold de La Tour d'Auvergne, nobile francese (n. 1746)
- 9 febbraio - Aubrey Beauclerk, V duca di St. Albans, nobile inglese (n. 1740)
- 9 febbraio - Thomas Graves, ammiraglio inglese (n. 1725)
- 10 febbraio - Emmanuel-François de Bausset-Roquefort, vescovo cattolico francese (n. 1731)
- 10 febbraio - Giovanni Paolo Gamba Zampol, scultore e intagliatore italiano (n. 1723)
- 25 febbraio - Charles O'Hara, generale britannico (n. 1740)
- 26 febbraio - Girolamo Fenaroli Avogadro, politico italiano (n. 1754)
- 26 febbraio - Esek Hopkins, ammiraglio statunitense (n. 1718)

### Marzo
- 2 marzo - Francis Russell, V duca di Bedford, politico britannico (n. 1765)
- 3 marzo - Giuseppe Cosserich Teodosio, vescovo cattolico dalmata (n. 1722)
- 7 marzo - Gian Galeazzo Serbelloni, militare e nobile italiano (n. 1744)
- 11 marzo - Pedro de Alberni, politico, esploratore e generale spagnolo (n. 1747)
- 18 marzo - Giovanni Lercari, arcivescovo cattolico italiano (n. 1722)
- 27 marzo - Federico Ferrario, pittore italiano (n. 1714)

### Aprile
- 1º aprile - Joseph Duplessis, pittore francese (n. 1725)
- 2 aprile - Luigi Pianazzi, vescovo cattolico e missionario italiano (n. 1743)
- 10 aprile - Gregorio Bandi, arcivescovo italiano (n. 1736)
- 11 aprile - Juraj Papánek, storico e presbitero slovacco (n. 1738)
- 13 aprile - Francesco Mantica, cardinale italiano (n. 1727)
- 15 aprile - Gregorio Alessandri, vescovo cattolico italiano (n. 1728)
- 17 aprile - Bartolomé Pou, gesuita, grecista e filologo spagnolo (n. 1727)
- 18 aprile - Erasmus Darwin, filosofo, poeta e medico britannico (n. 1731)
- 24 aprile - Sámuel Gyulay, generale austriaco (n. 1723)
- 27 aprile - Jean Antoine Rossignol, generale francese (n. 1759)
- 28 aprile - Richard Howell, politico statunitense (n. 1754)

### Maggio
- 4 maggio - Domenico Cossetti, architetto e incisore italiano (n. 1752)
- 9 maggio - Erik Magnus Staël von Holstein, nobile e diplomatico svedese (n. 1749)
- 17 maggio - Sofia Antonia di Brunswick-Wolfenbüttel, nobile tedesca (n. 1724)
- 18 maggio - Filippo Giuseppe del Liechtenstein, principe austriaco (n. 1762)
- 19 maggio - Eustachio Biondelli, religioso e educatore italiano (n. 1731)
- 22 maggio - Martha Washington, first lady statunitense (n. 1731)
- 23 maggio - Ercole del Rio, magistrato e scacchista italiano
- 23 maggio - François-Xavier de Feller, gesuita, storico e teologo belga (n. 1735)
- 28 maggio - Louis Delgrès, militare, condottiero e politico francese (n. 1766)

### Giugno
- 3 giugno - Joseph Adam von Arco, arcivescovo cattolico austriaco (n. 1733)
- 7 giugno - Onofrio Galeota, patriota italiano (n. 1732)
- 15 giugno - Jean-François Joseph Debelle, generale francese (n. 1767)
- 15 giugno - Giovanni Vincenzo Monforte, arcivescovo cattolico italiano (n. 1733)
- 20 giugno - Gaetano Gandolfi, pittore italiano (n. 1734)
- 26 giugno - Pietro Stefano Speranza, vescovo cattolico italiano (n. 1730)
- 28 giugno - Johann Jakob Engel, scrittore tedesco (n. 1741)
- 30 giugno - Domingos Xavier de Lima, ammiraglio portoghese (n. 1765)

### Luglio
- 1º luglio - Carlo Livizzani Forni, cardinale italiano (n. 1722)
- 6 luglio - Daniel Morgan, generale e politico statunitense (n. 1736)
- 7 luglio - Giorgio Teodoro Trivulzio, IV marchese di Sesto Ulteriano, nobile e politico italiano (n. 1728)
- 10 luglio - Robert Thew, incisore inglese (n. 1758)
- 15 luglio - Louis-Marie-Stanislas Fréron, politico, rivoluzionario e militare francese (n. 1754)
- 22 luglio - Marie François Xavier Bichat, chirurgo e fisiologo francese (n. 1771)
- 22 luglio - Cesare Frichignono di Castellengo, nobile italiano (n. 1763)
- 23 luglio - Maria Teresa Cayetana de Silva, nobildonna spagnola (n. 1762)
- 24 luglio - Joseph Ducreux, pittore francese (n. 1735)
- 25 luglio - Friedrich Karl Josef von Erthal, arcivescovo cattolico tedesco (n. 1719)
- 28 luglio - Giuseppe Sarti, compositore italiano (n. 1729)

### Agosto
- 3 agosto - Enrico di Prussia, principe e generale prussiano (n. 1726)
- 5 agosto - Richard Grosvenor, I conte Grosvenor, nobile e politico inglese (n. 1731)
- 8 agosto - Anne-Marie du Boccage, scrittrice, poetessa e drammaturga francese (n. 1710)
- 10 agosto - Ulrich Theodor Aepinus, fisico tedesco (n. 1724)
- 10 agosto - Antonio Lolli, violinista e compositore italiano
- 11 agosto - Domenico Luigi Batacchi, scrittore italiano (n. 1748)
- 12 agosto - Giacinto Sigismondo Gerdil, cardinale e vescovo cattolico italiano (n. 1718)
- 12 agosto - Louis le Bègue du Presle Duportail, politico, generale e nobile francese (n. 1743)
- 13 agosto - Peter Vitus von Quosdanovich, feldmaresciallo austriaco (n. 1738)
- 15 agosto - Carlo Bianconi, pittore, scultore e architetto italiano (n. 1732)
- 28 agosto - Materno Bossi, stuccatore italiano (n. 1737)
- 30 agosto - Francesco Cilocco, notaio e rivoluzionario italiano (n. 1769)

### Settembre
- 3 settembre - Edward Hand, generale, medico e politico irlandese (n. 1744)
- 5 settembre - Henry Fox-Strangways, II conte di Ilchester, nobile e politico inglese (n. 1747)
- 11 settembre - Aleksandr Nikolaevič Radiščev, scrittore russo (n. 1749)
- 16 settembre - Luigi di Anhalt-Köthen, principe (n. 1778)
- 19 settembre - Giovanni Domenico Juras, vescovo cattolico dalmata (n. 1742)
- 19 settembre - Luisa Maria Amalia di Borbone-Due Sicilie, nobile (n. 1773)
- 26 settembre - Jurij Vega, matematico sloveno (n. 1754)
- 29 settembre - August Johann Georg Karl Batsch, botanico e medico tedesco (n. 1761)
- 29 settembre - Michelangelo Luchi, cardinale italiano (n. 1744)

### Ottobre
- 2 ottobre - Giuseppe Millico, cantante castrato e compositore italiano (n. 1737)
- 8 ottobre - Emmanuele Vitale, patriota, militare e notaio maltese (n. 1758)
- 9 ottobre - Ferdinando I di Parma, nobile italiano (n. 1751)
- 16 ottobre - Charles François Joseph Dugua, generale francese (n. 1744)
- 16 ottobre - Joseph Strutt, incisore inglese (n. 1749)
- 22 ottobre - Samuel Arnold, compositore, organista e musicologo inglese (n. 1740)
- 22 ottobre - Sophie Arnould, cantante e attrice teatrale francese (n. 1740)
- 24 ottobre - Ludovico Manin, doge (n. 1726)
- 28 ottobre - Carlo Lapini, compositore italiano (n. 1724)
- 28 ottobre - Carlantonio Pilati, giurista e storico italiano (n. 1733)
- 29 ottobre - Giuseppe Benedetto di Savoia, nobile (n. 1766)
- 30 ottobre - Charles Alexandre de Calonne, politico e economista francese (n. 1734)

### Novembre
- 2 novembre - Charles Victoire Emmanuel Leclerc, generale francese (n. 1772)
- 5 novembre - Leopoldo I di Lippe, principe (n. 1767)
- 7 novembre - Ekaterina Aleksandrovna Kurakina, nobildonna russa (n. 1735)
- 9 novembre - Thomas Girtin, pittore britannico (n. 1775)
- 17 novembre - John Mathews, politico e avvocato statunitense (n. 1744)
- 18 novembre - Étienne de La Vallée-Poussin, pittore e decoratore francese (n. 1735)
- 27 novembre - John Baptista Ashe, militare e politico statunitense (n. 1748)

### Dicembre
- 7 dicembre - Carlo Giuseppe Filippa della Martiniana, cardinale e vescovo cattolico italiano (n. 1724)
- 21 dicembre - François-Xavier Pagès de Vixouze, giornalista e scrittore francese (n. 1745)
- 23 dicembre - Dar'ja Petrovna Černyšëva, nobildonna russa (n. 1739)
- 23 dicembre - Camillo Federici, drammaturgo e attore teatrale italiano (n. 1749)
- 27 dicembre - Jens Juel, pittore danese (n. 1745)

### Senza giorno specificato
- Isaac Alexander, scrittore tedesco (n. 1722)
- Domenico Angelo, schermidore e scrittore italiano (n. 1716)
- Ivan Argunov, pittore russo (n. 1729)
- Henriette Bourdic-Viot, scrittrice e poetessa francese (n. 1746)
- William Codling, marinaio inglese
- Gaetano Mammone, brigante italiano (n. 1756)
- Rose-Adélaïde Ducreux, pittrice e musicista francese (n. 1761)
- Alessandro Fischetti, pittore italiano (n. 1773)
- Silvio Giorgetti, cantante castrato italiano (n. 1733)
- Johann Gottlieb Georgi, geografo e chimico tedesco (n. 1729)
- Marino Guarano, presbitero e giurista italiano (n. 1731)
- Roger Kemble, attore teatrale e impresario teatrale inglese (n. 1721)
- Damat Melek Mehmed Pascià, politico e militare ottomano (n. 1719)
- François-René Molé, attore teatrale francese (n. 1734)
- Francisco Muzzi, pittore, scenografo e illustratore italiano
- George Romney, pittore inglese (n. 1734)
- Scipione II de' Rossi, nobile italiano (n. 1715)
- Tomás Antonio Sánchez, scrittore spagnolo (n. 1723)
- Robert Soyer, ingegnere francese (n. 1717)
- Giorgio Stassi, vescovo cattolico italiano (n. 1712)
- Tun Abdul Majid di Pahang, sovrano malese (n. 1718)
- Clementina Walkinshaw, nobile scozzese (n. 1720)
- Johann Heinrich Bartholomäus Walther, architetto tedesco (n. 1737)

## Calendario
| Calendario 1802 | Calendario 1802 | Calendario 1802 | Calendario 1802 | Calendario 1802 | Calendario 1802 | Calendario 1802 | Calendario 1802 | Calendario 1802 | Calendario 1802 | Calendario 1802 | Calendario 1802 | Calendario 1802 | Calendario 1802 | Calendario 1802 | Calendario 1802 | Calendario 1802 | Calendario 1802 | Calendario 1802 | Calendario 1802 | Calendario 1802 | Calendario 1802 | Calendario 1802 | Calendario 1802 | Calendario 1802 | Calendario 1802 | Calendario 1802 | Calendario 1802 | Calendario 1802 | Calendario 1802 | Calendario 1802 | Calendario 1802 | Calendario 1802 |
| --------------- | --------------- | --------------- | --------------- | --------------- | --------------- | --------------- | --------------- | --------------- | --------------- | --------------- | --------------- | --------------- | --------------- | --------------- | --------------- | --------------- | --------------- | --------------- | --------------- | --------------- | --------------- | --------------- | --------------- | --------------- | --------------- | --------------- | --------------- | --------------- | --------------- | --------------- | --------------- | --------------- |
|                 | 1               | 2               | 3               | 4               | 5               | 6               | 7               | 8               | 9               | 10              | 11              | 12              | 13              | 14              | 15              | 16              | 17              | 18              | 19              | 20              | 21              | 22              | 23              | 24              | 25              | 26              | 27              | 28              | 29              | 30              | 31              |                 |
| Gennaio         | Ve              | Sa              | Do              | Lu              | Ma              | Me              | Gi              | Ve              | Sa              | Do              | Lu              | Ma              | Me              | Gi              | Ve              | Sa              | Do              | Lu              | Ma              | Me              | Gi              | Ve              | Sa              | Do              | Lu              | Ma              | Me              | Gi              | Ve              | Sa              | Do              |                 |
| Febbraio        | Lu              | Ma              | Me              | Gi              | Ve              | Sa              | Do              | Lu              | Ma              | Me              | Gi              | Ve              | Sa              | Do              | Lu              | Ma              | Me              | Gi              | Ve              | Sa              | Do              | Lu              | Ma              | Me              | Gi              | Ve              | Sa              | Do              |                 |                 |                 |                 |
| Marzo           | Lu              | Ma              | Me              | Gi              | Ve              | Sa              | Do              | Lu              | Ma              | Me              | Gi              | Ve              | Sa              | Do              | Lu              | Ma              | Me              | Gi              | Ve              | Sa              | Do              | Lu              | Ma              | Me              | Gi              | Ve              | Sa              | Do              | Lu              | Ma              | Me              |                 |
| Aprile          | Gi              | Ve              | Sa              | Do              | Lu              | Ma              | Me              | Gi              | Ve              | Sa              | Do              | Lu              | Ma              | Me              | Gi              | Ve              | Sa              | Do              | Lu              | Ma              | Me              | Gi              | Ve              | Sa              | Do              | Lu              | Ma              | Me              | Gi              | Ve              |                 |                 |
| Maggio          | Sa              | Do              | Lu              | Ma              | Me              | Gi              | Ve              | Sa              | Do              | Lu              | Ma              | Me              | Gi              | Ve              | Sa              | Do              | Lu              | Ma              | Me              | Gi              | Ve              | Sa              | Do              | Lu              | Ma              | Me              | Gi              | Ve              | Sa              | Do              | Lu              |                 |
| Giugno          | Ma              | Me              | Gi              | Ve              | Sa              | Do              | Lu              | Ma              | Me              | Gi              | Ve              | Sa              | Do              | Lu              | Ma              | Me              | Gi              | Ve              | Sa              | Do              | Lu              | Ma              | Me              | Gi              | Ve              | Sa              | Do              | Lu              | Ma              | Me              |                 |                 |
| Luglio          | Gi              | Ve              | Sa              | Do              | Lu              | Ma              | Me              | Gi              | Ve              | Sa              | Do              | Lu              | Ma              | Me              | Gi              | Ve              | Sa              | Do              | Lu              | Ma              | Me              | Gi              | Ve              | Sa              | Do              | Lu              | Ma              | Me              | Gi              | Ve              | Sa              |                 |
| Agosto          | Do              | Lu              | Ma              | Me              | Gi              | Ve              | Sa              | Do              | Lu              | Ma              | Me              | Gi              | Ve              | Sa              | Do              | Lu              | Ma              | Me              | Gi              | Ve              | Sa              | Do              | Lu              | Ma              | Me              | Gi              | Ve              | Sa              | Do              | Lu              | Ma              |                 |
| Settembre       | Me              | Gi              | Ve              | Sa              | Do              | Lu              | Ma              | Me              | Gi              | Ve              | Sa              | Do              | Lu              | Ma              | Me              | Gi              | Ve              | Sa              | Do              | Lu              | Ma              | Me              | Gi              | Ve              | Sa              | Do              | Lu              | Ma              | Me              | Gi              |                 |                 |
| Ottobre         | Ve              | Sa              | Do              | Lu              | Ma              | Me              | Gi              | Ve              | Sa              | Do              | Lu              | Ma              | Me              | Gi              | Ve              | Sa              | Do              | Lu              | Ma              | Me              | Gi              | Ve              | Sa              | Do              | Lu              | Ma              | Me              | Gi              | Ve              | Sa              | Do              |                 |
| Novembre        | Lu              | Ma              | Me              | Gi              | Ve              | Sa              | Do              | Lu              | Ma              | Me              | Gi              | Ve              | Sa              | Do              | Lu              | Ma              | Me              | Gi              | Ve              | Sa              | Do              | Lu              | Ma              | Me              | Gi              | Ve              | Sa              | Do              | Lu              | Ma              |                 |                 |
| Dicembre        | Me              | Gi              | Ve              | Sa              | Do              | Lu              | Ma              | Me              | Gi              | Ve              | Sa              | Do              | Lu              | Ma              | Me              | Gi              | Ve              | Sa              | Do              | Lu              | Ma              | Me              | Gi              | Ve              | Sa              | Do              | Lu              | Ma              | Me              | Gi              | Ve              |                 |